# Dave Wakeling

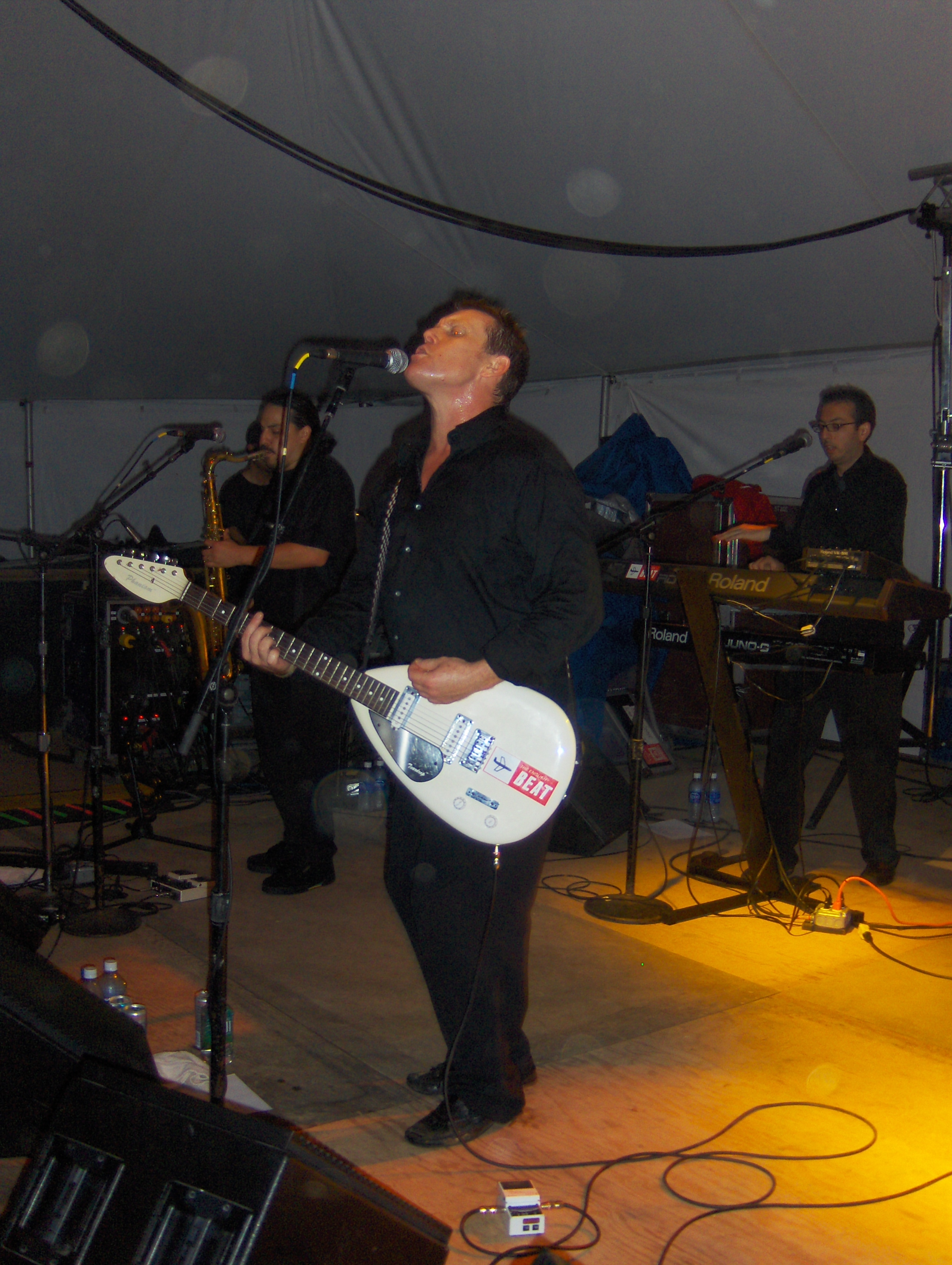
Dave Wakeling, 2007

Dave Wakeling (* 19. Februar 1956) ist ein britischer Musiker. Wakeling ist vor allem als Sänger der Musikgruppen The English Beat und General Public bekannt.

## Biografie
Wakeling war 1979 eines der Gründungsmitglieder bei The English Beat. Neben seiner Rolle als Sänger spielte er auch Gitarre. Nachdem sich die Band 1983 aufgelöst hatte, gründete er mit seinem Bandkollegen Ranking Roger General Public, die bis 1986 bestehen sollte.
1988 veröffentlichte er ein Soloalbum unter dem Titel No Warning. Es orientierte sich eher am Popsound von General Public als am harten Skasound von The English Beat. Die Single She's Having a Baby taucht auch auf dem Soundtrack zum gleichnamigen Film von John Hughes auf. Die Single I Want More schaffte es 1991 sogar auf Platz 11 der US-Charts.
1994 kam es zu einer erneuten Zusammenarbeit mit Ranking Roger, als man für den Einsam-Zweisam-Dreisam-Soundtrack einen Song aufnahm. Im folgenden Jahr wurde ein neues General Public-Album herausgebracht, das sich jedoch schlecht verkaufte. Daraufhin trennte sich General Public erneut.
Seit 2003 tritt The English Beat unregelmäßig wieder in verschiedenen Besetzungen mit Wakeling als einzigem Gründungsmitglied auf.